# Prosoplus fuscosignatus
Prosoplus fuscosignatus är en skalbaggsart som beskrevs av Stefan von Breuning 1974. Prosoplus fuscosignatus ingår i släktet Prosoplus och familjen långhorningar. Inga underarter finns listade i Catalogue of Life.